# 1975年至1976年英格蘭足總盃
1975/76球季英格蘭足總盃（英語：FA Cup），是第95屆英格蘭足總盃，今屆賽事的冠軍是修咸頓，他們在決賽以1:0擊敗曼聯，奪得冠軍。本屆賽事繼續在舊溫布萊球場舉行。
位處於次級聯賽的修咸頓，爆大冷擊敗曼聯捧走冠軍。

## 外部連結
1. 英格蘭足總盃官網Archive-It的存檔，存档日期2012-04-24
2. 英格蘭足總盃 歷屆冠軍（页面存档备份，存于）